# Kóstas Lámprou
Kóstas Lámprou (grec moderne : Κώστας Λάμπρου), né le 18 septembre 1991 à Cholargós en Grèce, est un footballeur grec qui joue au poste de gardien de but au NAC Breda.